# Dasypogon rubiginosus
Dasypogon rubiginosus là một loài ruồi trong họ Asilidae. Dasypogon rubiginosus được Bigot miêu tả năm 1878. Loài này phân bố ở vùng Tân Bắc giới.